# Chapelle Saint-Clément d'Elven
La chapelle Saint Clément est située  au lieu-dit Saint-Clément, en Elven dans le Morbihan.

## Historique

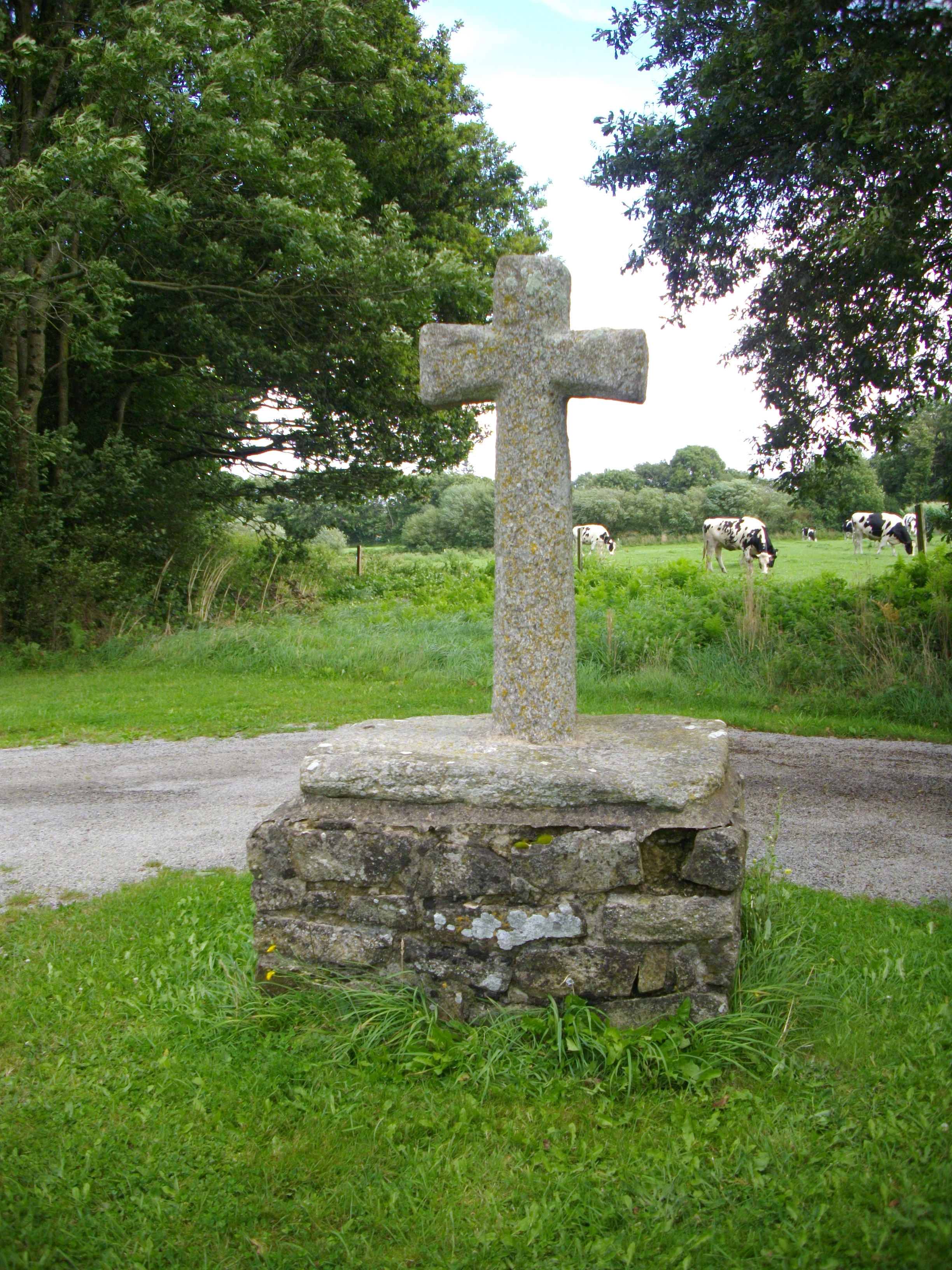
Croix située à proximité de la chapelle.

La chapelle et la croix monumentale font l’objet d’une inscription au titre des monuments historiques depuis le 24 octobre 1973.
La chapelle est dédiée à saint Clément. Elle abrite les statues de saint Hubert et saint Isidore, un retable et des fresques des XVe siècle et XVIe siècle.